# Svend Pedersen
Svend Ove Pedersen (* 31. Oktober 1920 in Frederiksværk; † 3. August 2009) war ein dänischer Ruderer.

## Werdegang
Svend Pedersen gewann bei den Olympischen Sommerspielen 1952 in Helsinki zusammen mit Poul Svendsen und Steuermann Jørgen Frantzen die Bronzemedaille im Zweier mit Steuermann. 
Sein Sohn Egon Pedersen war ebenfalls Ruderer.